# Смит, Йосеф
Йосеф Смит (нидерл. Joseph Smit; 18 июля 1836 Лиссе, Нидерланды — 4 ноября 1929 Радлетт, Хартфордшир, Великобритания) — голландский художник-анималист.

## Биография
Смит родился в Лиссе. Своё первое приглашение поработать в Лейденском музее над литографиями для книги о птицах голландской Ост-Индии он получил от Германа Шлегеля. В 1866 году Филип Склейтер пригласил его в Великобританию сделать литографии для своей книги «Экзотическая орнитология» (Exotic Ornithology). Он также сделал литографию для книги Йозефа Вольфа «Zoological Sketches», а также для монографий о семействе фазановых и семействе райских птиц Даниэля Жиро Эллиота. Начиная с 1870-х годов, он работал над Каталогом птиц Британского музея (1874—1898), под редакцией Ричарда Боудлера Шарпа), а позже над «Цветными иллюстрациями птиц Британских островов» (Coloured Figures of the Birds of the British Islands) барона Лилфорда Томаса Поиуса (1833—1896).

## Литографии

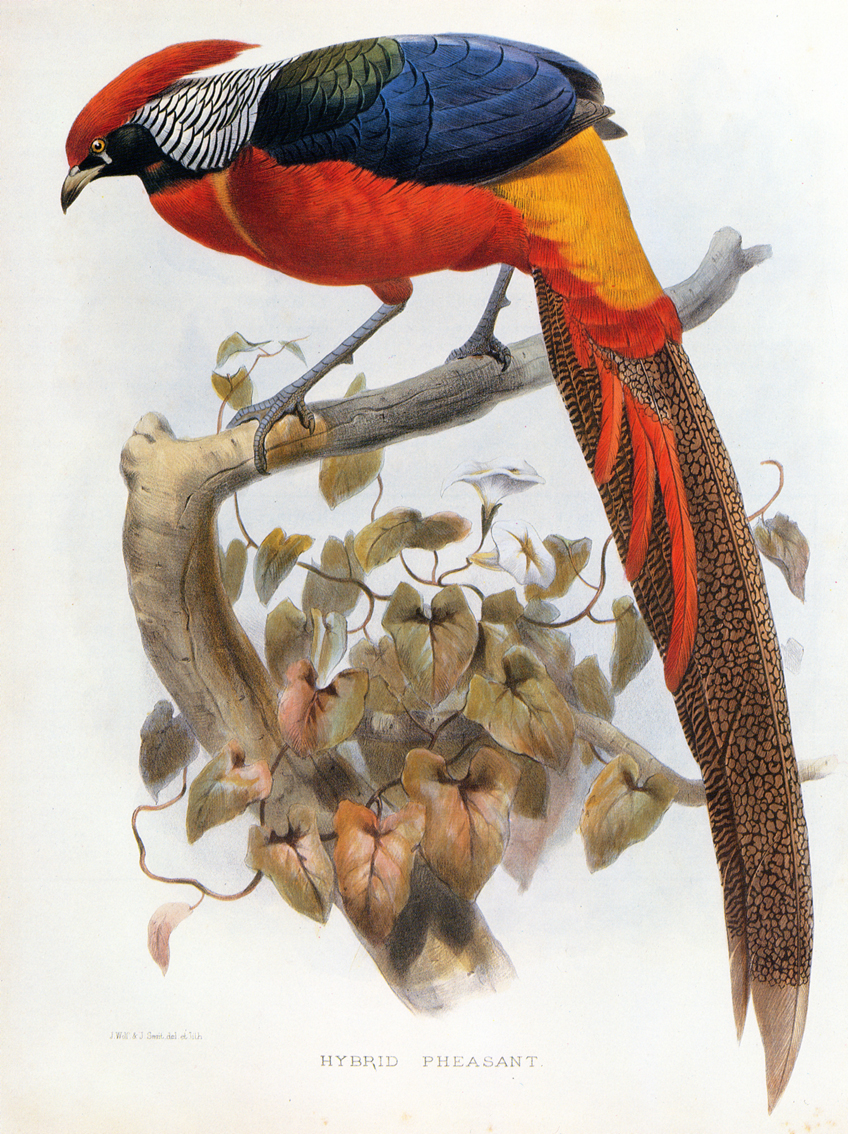
Гибрид алмазного и золотого фазана
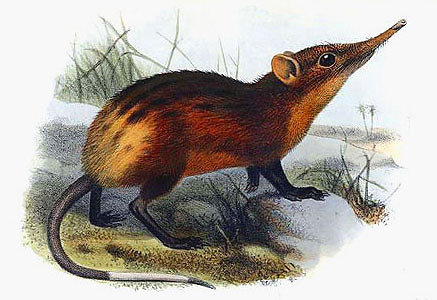
Золотистая хоботковая собачка (Rhynchocyon chrysopygus)
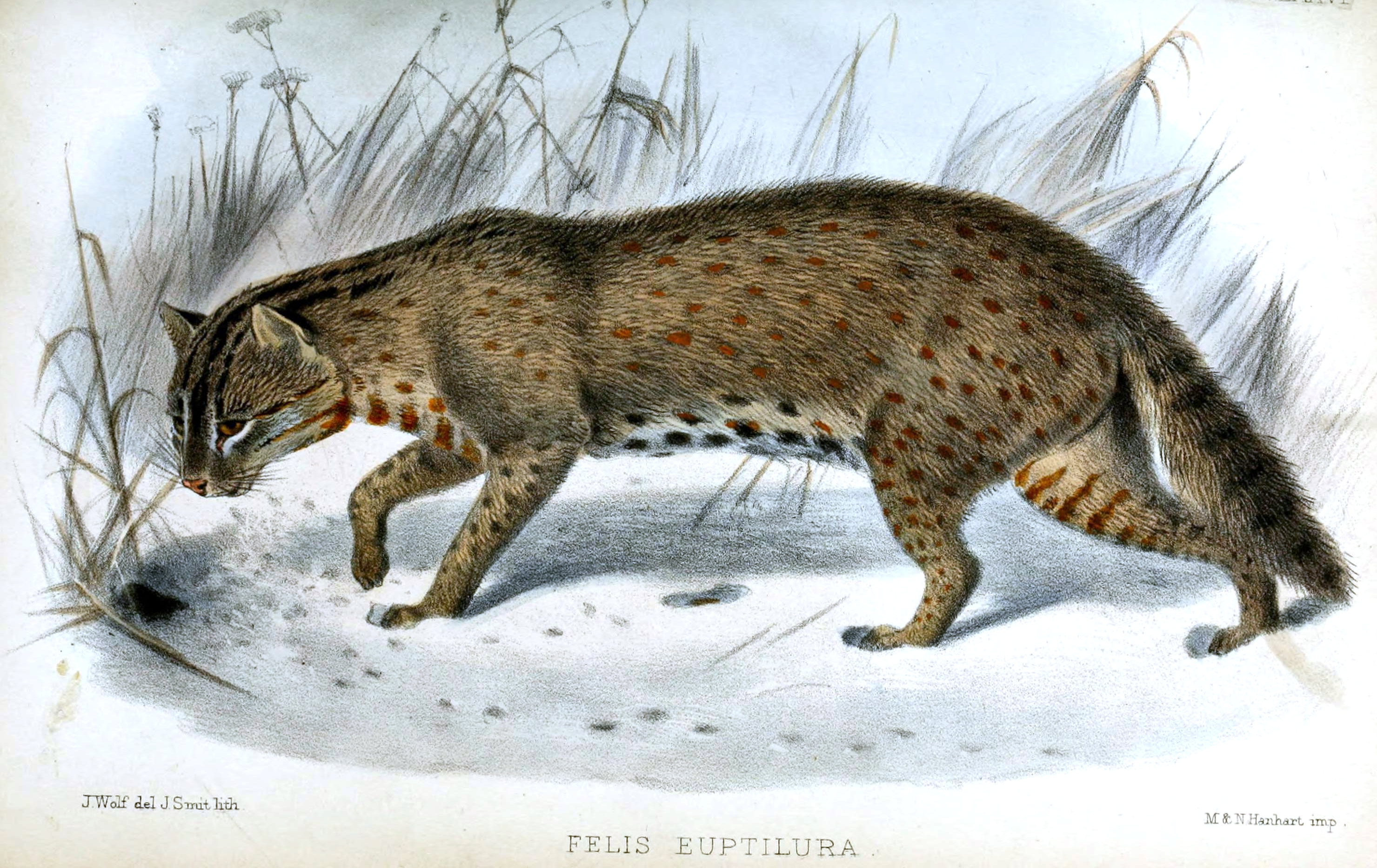
Бенгальская кошка (Felis bengalensis euptilura)
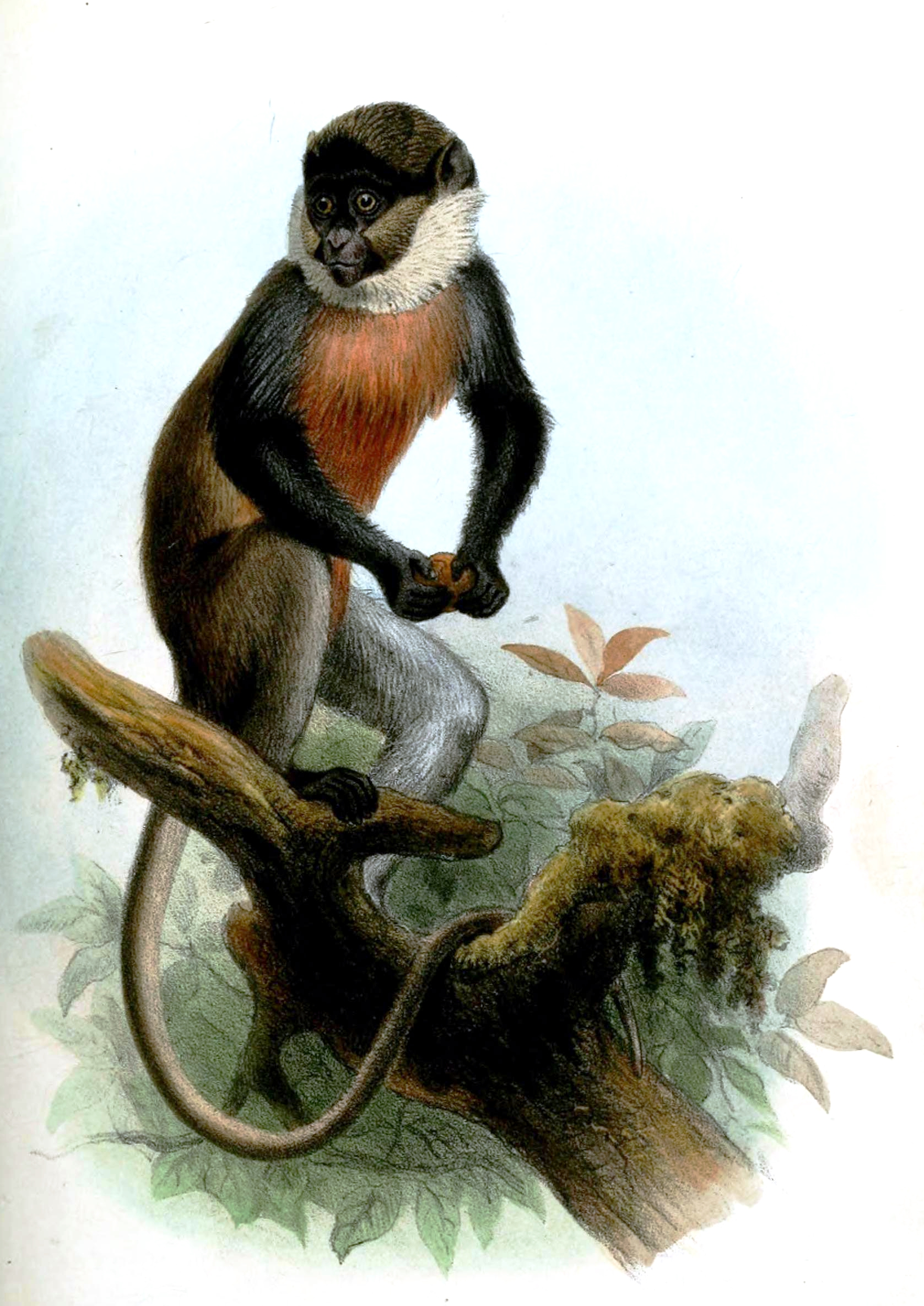
Краснобрюхая мартышка (Cercopithecus erythrogaster)
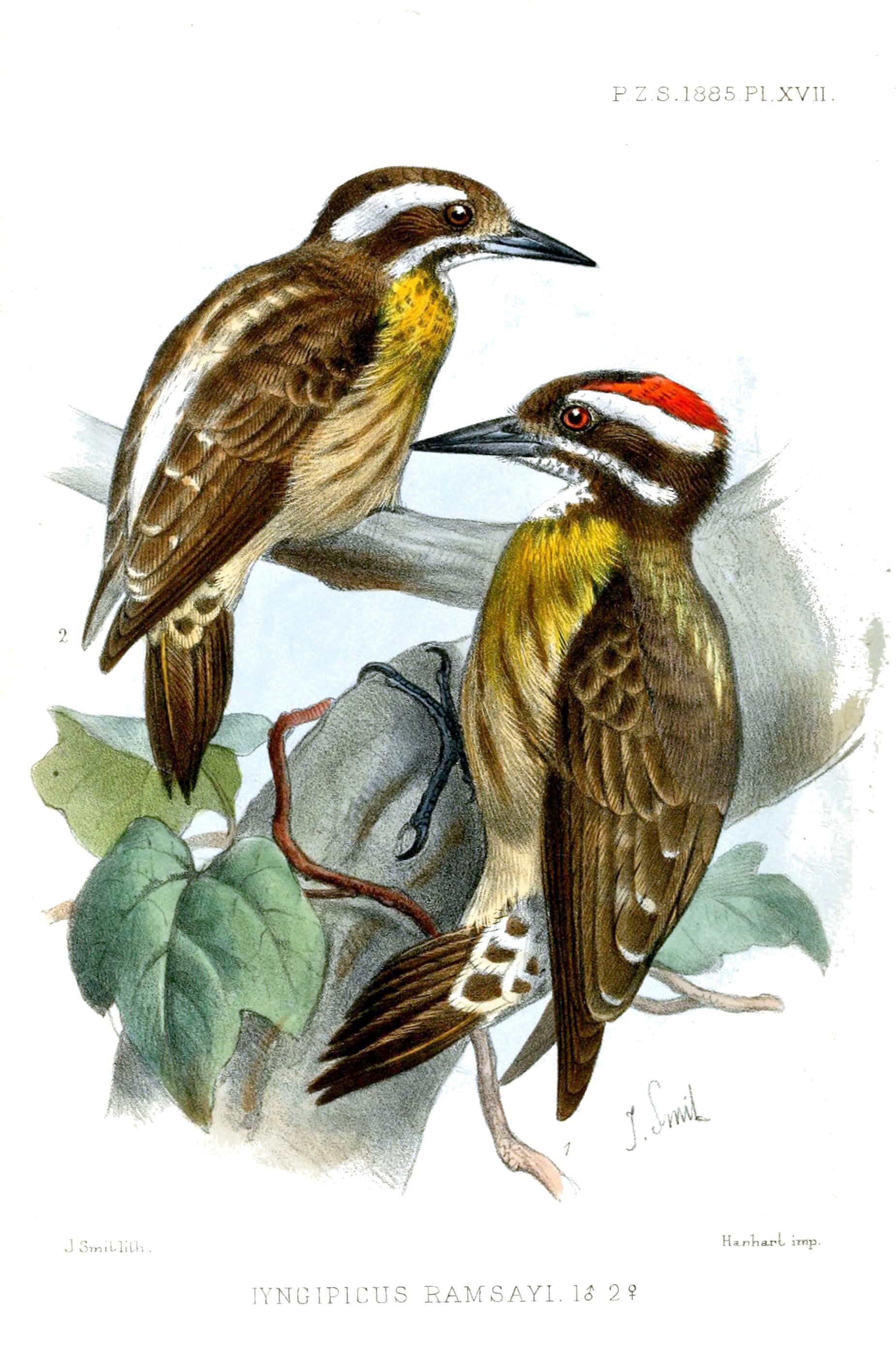
Dendrocopos ramsayi